# Paul Neumann (Schwimmer)

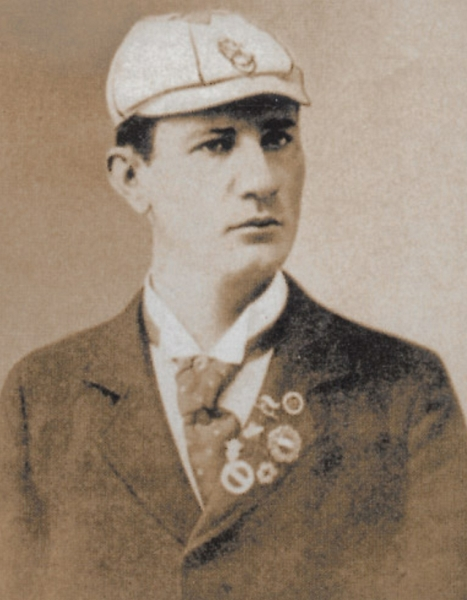
Paul Neumann

Paul Neumann (* 13. Juni 1875 in Wien; † 9. Februar 1932 ebenda) war ein österreichischer Schwimmer.

## Leben
Paul Neumann von Heilwarth war ein Sohn des 1905 geadelten Dermatologen Isidor Neumann von Heilwarth. Er war Mitglied im Ersten Wiener Amateur-Schwimmklub (EWASK) und wurde 1893 österreichischer Strommeister über 5000 m, 1894 österreichischer Meister über 500 m. Er wurde bei den ersten Olympischen Spielen der Neuzeit 1896 in Athen über 500 m Freistil der erste Olympiasieger. Neumann ist mit 20 Jahren und 303 Tagen bis heute der jüngste Österreichische Olympiasieger bei Sommerspielen. Kurz nach den Olympischen Spielen wanderte er in die USA aus, um in Chicago Medizin zu studieren. Er wurde 1897 als Dr. Paul Newman US-Meister über die halbe Meile und stellte Weltrekorde über zwei, drei, vier und fünf Meilen auf. Er gewann außerdem die US-amerikanischen und die Kanadischen Freistilmeisterschaften.
Im Jahr 1984 wurde Neumann posthum in die International Jewish Sports Hall of Fame und 1986 in die Ruhmeshalle des internationalen Schwimmsports aufgenommen.